# Weissiodicranum insularum
Weissiodicranum insularum là một loài rêu trong họ Pottiaceae. Loài này được W.D. Reese mô tả khoa học đầu tiên năm 1991.